# Sufflamen chrysopterum
Sufflamen chrysopterum är en fiskart som först beskrevs av Bloch och Schneider 1801.  Sufflamen chrysopterum ingår i släktet Sufflamen och familjen tryckarfiskar. Inga underarter finns listade i Catalogue of Life.